# Großheppacher Schwesternschaft
Die Großheppacher Schwesternschaft in Weinstadt ist eine kirchliche Stiftung des bürgerlichen Rechts und ein Mitglied des Diakonischen Werkes Württemberg e.V. Stuttgart. Sie besteht seit 1856 in Großheppach und wurde von Wilhelmine Canz gegründet. Die Großheppacher Schwestern waren vor allem in der Kindergartenarbeit aktiv.

## Geschichte
Wilhelmine Canz hatte sich zum Ziel gesetzt, Schwestern für den Dienst in der Kinderbetreuung auszubilden. Mit dem Einzug der beiden ersten Lernschwestern in ihre Kinderschule gründete Canz im Mai 1856 die Bildungsanstalt für Kleinkinderpflegerinnen und ein dazugehöriges Mutterhaus für die dort tätigen Schwestern. Zusammen mit ihrer Nicht der Kinderpflegerin Amalie Rhode, der Tochter ihrer Stiefschwester, lebte die Gemeinschaft zunächst von dem kleinen Vermögen, das Wilhelmine Canz auch mit dem Verkauf der zweiten Auflage ihres anonym veröffentlichten Romanes 'Eritis Sicut Deus' erwirtschaftet hatte. Vom 17. Oktober 1855 bis 1. Februar 1860 diente das „erste“ Mutterhaus als Heimat und Herberge für die kleine Schwesterngemeinschaft, darauf folgte der Umzug in das ehemalige Gasthaus zum Löwen, in dem Wilhelmine Canz mit ihren Schwestern zur Miete wohnte, bis 1863 – mit Hilfe des Komitees der Zentralleitung des Wohltätigkeitsvereins – das Haus gekauft wurde. Dieses Haus war Mutterhaus bis zum Bau eines neuen Mutterhauses im Jahr 1956.
Die regelmäßige Betreuung von Kindern bedeutete sowohl eine große Entlastung der Familien, als auch eine wichtige pädagogische Vorbereitung auf die Schule. Der fürsorgerische Einsatz galt vor allem Kindern aus benachteiligten sozialen Verhältnissen, die sonst zu verwahrlosen drohten. Dennoch waren die Schwestern gering angesehen und bezahlt, doch über die Jahre erreichte die energische Gründerin einige Anerkennung. Königin von Württemberg besuchte 1870 die Einrichtung und unterstützte die Arbeit. Im Jahr 1881 wurde der Bildungsanstalt für Kleinkinderpflegerinnen in Großheppach von König königliche als juristische Person anerkannt.
1901, im Todesjahr der Wilhelmine Canz, zählte die Schwesternschaft bereits 333 Schwestern. 1934 erreichte die Gemeinschaft zahlenmäßig ihren Höhepunkt mit 672 Schwestern.
Zur Erholung der Schwestern wurde 1909 ein Haus in Bad Teinach gekauft. Für die Schwestern im Ruhestand wurde 1926 ein Haus als sogenanntes Feierabendheim erworben sowie 1933 ein zweites Haus in Gaildorf.
Die Arbeit mit Kindern wurde zunehmend weiterentwickelt und vertieft, was sich im Wandel der Ausbildung ausdrückte. Aus dem Mutterhaus für evangelische Kleinkinderpflege wurde 1931 das Mutterhaus für evangelische Kinderschwestern.

1933, nach der Machtergreifung der Nationalsozialisten, gingen die Eintrittszahlen in der Schwesternschaft zurück. 

„Der NSV (Nationalsozialistische Volkswohlfahrt) war das Ziel unserer Schwestern, die Kinder im christlichen Glauben zu unterweisen, schon lange ein Dorn im Auge. Sie erfuhr: Was eine Kinderschwester in die eindrucksfähigen Herzen der Kleinen hineinbildet, das bringen zehn NS-Lehrer und HJ-Führer nicht mehr heraus. Darum stellte sie sich die Aufgabe, schon die vorschulpflichtigen Kinder dem Einfluss der Kirche und unserer Schwestern zu entziehen….1941 stellte die NSV an die Evangelische Kirche das Ansinnen, alle kirchlichen Kindergärten freiwillig an sie zu übergeben.“

1950 trat die Großheppacher Schwesternschaft in den Kaiserswerther Verband deutscher Diakonissen-Mutterhäuser ein. 1957 gab es in Großheppach ein Kindergärtnerinnen-Seminar und eine Kinderpflegerinnen-Schule. Ab 1965 wurden beide Schulen auch für Bewerberinnen geöffnet, die nach Abschluss der Ausbildung keiner der beiden Schwesternschaftsformen (Diakonisse oder Verbandsschwester) angehören wollten. Mit dem Umzug des Mutterhauses im Jahr 1971 nach Beutelsbach wurde aus dem Kindergärtnerinnen-Seminar die Evangelische Fachschule für Sozialpädagogik. 1989 kam als weiterer Zweig die Evangelische Fachschule für Altenpflege dazu.
1994/1995 wurde in Großheppach das Alten- und Pflegeheim Wilhelmine-Canz-Haus eröffnet. Außerdem betreibt die Stiftung das Kinderhaus am Sonnenhang, eine Kindertagesstätte für Kinder ab einem Jahr und ein Internat für junge Frauen in Studium und Ausbildung. 2011 erwuchs aus der Gemeinschaft der Diakonische Schwestern die ECKSTEIN-Gemeinschaft. Das Mutterhaus in Weinstadt-Beutelsbach ist Verwaltungssitz der Stiftung.

## Bedeutung
Die Großheppacher Schwestern zeichneten sich von Anfang an aus durch die Förderung der Arbeit mit Kindern. In vielen Städten und Gemeinden übernahmen sie die Arbeit in Kindergärten, in Kinderkrippen und in Kinderheimen und betreten alleine bis zu 100 Kindern. Sie haben Generationen von Kindern in Württemberg geprägt.

## Personen
| - Wilhelmine Canz (1815–1901) - Julie Georgii Oberin 1902–1912 - Elisabeth Schüz (1874–1959) Oberin 1912–1946 - Elisabeth Ackermann Oberin 1946–1972 - Lydia Bengel Oberin 1972–1978 - Erna Karle Oberin 1978–1990 - Inge Singer (1935-) Oberin 1990– - Magdalene Simpfendörfer-Autenrieth Oberin 2012 | - Friedrich Ziegler (Pfarrer), Inspektor 1895–1904 - Johannes Waidelich 1904–1921 - Gotthilf Lorch 1921–1940, 1944–1946 - Helmut Bornhak (1903–1984) Pfarrer, Vorsteher des Mutterhauses 1946–1965 - Gerhard Wirth (Pfarrer) 1965–1977 - Otto Wössner 1977–1986 - Willi Dürring 1987– |